# ラングドック語
ラングドック語（ラングドックご、オック語: lengadocian）またはラングドシャン語（ラングドシャンご、フランス語: languedocien）は、オック語の一方言で、ラングドックおよびその付近で話されている。

## 概要

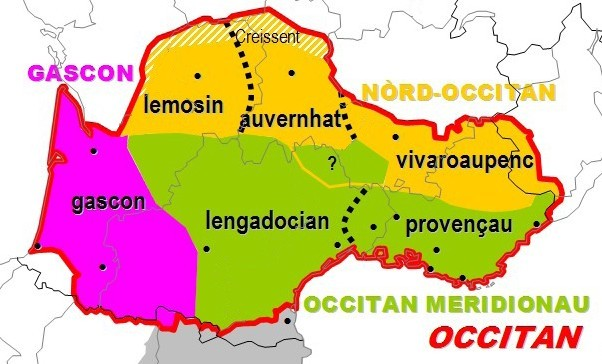
オック語の方言。南方言（緑色）の西側（左側）がラングドック語地域

ラングドック語はオック語の一方言で、ラングドックおよびその付近で話されている。プロヴァンス語などがあるオック語の中でも、標準語に近い位置を占めているといわれている。

## 音声
ラングドック語は南仏方言の中で最も古い発音を保っている。そのためフランス語よりもラテン語に近い音韻体系となっている。

### 母音
- 母音の音声はa, ę, e̞, i, ǫ o̞の７つである。これは俗ラテン語の7つの母音の数と等しいが、母音の質と同じということではない。

- 鼻母音は存在しない。(鼻母音の代わりに[an],[en],[ɔn]のようにnを発音する)

| 音 | 説明                                              |
| o  | フランス語のou[u]のように発音する。               |
| ò  | [ɔ]と発音する。                                   |
| a  | 語末のaは[ɔ]、ただし[a]と発音する地方もある。     |
| à  | [a],[ɔ],または[e](プロヴァンス地方で)と発音する。 |

### 子音
子音の音声は現在のフランス語では消えてしまった音、または昔の古い発音を維持しているが、
フランス語と比較すると子音に関して言えばほとんど完全に対応している。
・語末子音は原則的に発音する。
・リエゾン、エリジオンもほぼフランス語と同様に行われる。
| 音 | 説明 |
| r  | 語末のrは普通発音されない。 ※ただしcalor[kalur]：「熱」、flor[flur]：「花」などの 例外も存在する。 |
| b  | 語末のbはガスゴーニュ、プロヴァンス地方を除き 発音されない。 |
| v  | プロヴァンス、リムーザンを除き[b]と発音される。 |
| s  | フランス語同様、前後が母音かそうでないかによって二通りの発音がある。 前後が母音の場合は[z]と発音し、 そうでない場合は[s]と発音する。 ex)reservar [rezɛrba]：「とっておく」 rescatar [reskata]：「買い戻す」 |
| g  | [g],[ dʒ], [tʃ]の3通りの発音がある。 |

#### 複合子音字
| 音        | 説明                              |
| -nh-      | フランス語の-gn-の音で発音する。  |
| -lh-      | [ly]と発音する。                  |
| -ch-      | [tʃ]と発音する。                  |
| -qu-      | [k]と発音する。(フランス語と同様) |
| -nt-/-nd- | 通常t,dは発音されない。           |

### アクセント
- 基本的にはフランス語と同じ原則でアクセントが置かれる。

- -e, -a, -iで終わる単語の場合、アクセントは後ろから二番目の音節に置かれる。

- 子音で終わる単語の場合、最終音節にアクセントが置かれる。

- 二重母音では前の母音に、三重母音では真ん中の母音にそれぞれアクセントが置かれる。

## 名詞
フランス語同様二つの性(男性、女性)に分けられる。フランス語と語源を同じくする語は性別もフランス語と一致する。
- 男性名詞の多くは子音で終わり、女性系の多くは-aで終わる。

- 女性系が男性系から作られる場合は、原則男性形の語尾に-aをつける。

- 名詞を複数形にするためには原則として単数形に-sをつけ、このsの音は発音される。

ただし単数形で-sで終わる単語の場合、-esをつける。
※単数形で-ch,-g,-sc,-stで終わる語には-sの他に、-esをつけることがある。
例外としてラングドック語とフランス語とで性別が異なるものもある。
ex)ラングドック語：image「姿」―　フランス語：image(女性)

### 冠詞
定冠詞は以下の通りとなる。                    
|      | 単数       | 複数     |
| 男性 | lo(l’)[lu] | los[lus] |
| 女性 | la(l’)[la] | las[las] |

・losとlasは母音やb,d,gで始まる語の前では[luz],[laz]と発音される。
不定冠詞は以下の通りである。                       
|      | 単数      | 複数     |
| 男性 | un[yn]    | los[lus] |
| 女性 | una [ynɔ] | las[las] |

### 接辞
とりわけ指小辞が豊富であり、使用範囲や頻度が大きい。
- 指小辞は「小さいさま」以外にも、愛情、憐憫の情、心地よさなどの意味を内包する。

ex.)-et(-eta),-òt(-òta), -on(-ona), -èl(-èla)
- 増大辞は「増大」を意味するほか、軽蔑的な意味を内包する。

ex)-às(-assa),-ard(-arda)
また増大辞の接尾辞の後に、指小接尾辞を添加することによって増大辞のもつ意味を軽減することができ
その反対もまた同様である。

## 形容詞
フランス語と同様、形容すべき名詞の性数と一致する。形容詞の位置は通常名詞の後ろに置かれるが、
名詞に前置された場合と後置された場合でもフランス語のように微妙な意味の違いは生じない。

## 動詞
ラングドック語の動詞は直説法、条件法、命令法、接続法、不定法、分詞法の6つの法、能動態、受動態、代名態の3つの態を持つ。
動詞の活用は数と人称と時制によって語尾が変化する。
語順は主語＋動詞＋補語であるが、主語を省略することが可能であるため動詞＋補語の形となることも多い。
時に主語と動詞の倒置がなされることもある。

### 時制
時制は現在、過去、未来の3つを基本とし次のように分かれる。
- 現在時制
- 過去時制→単純時制(単純過去、半過去)

　 　　　→複合時制(複合過去、前過去、重複合過去)
- 未来時制→単純時制(単純未来)

　　　　 →複合時制(前未来、重複合未来)
複合時制を作る際には助動詞にaverまたはèstreを用いる。

### 態
ラングドック語は能動態、受動態、代名態の3つの態を持ち、
受動態は助動詞èsser＋過去分詞の形で表される。
また、動詞が一つの文において、同一人称の二つの代名詞と共に活用するときは代名態である。

### 法
直説法：一般に現実的な確かな行為を表す。事実を断定的に述べる際に用いられる。
命令法：命令・禁止を表し、二人称単数、一人称複数、二人称複数形でのみ表される。
　　　　(三人称への命令の場合は接続法を用いて独立節で表す必要がある。)
条件法：ある事象が条件のもとで行われることを表す。
　　　　叙法としての用法と時制としての用法がある。
接続法：従属節に用いられる。時に独立文や主節においても用いられることもある。
　　　　事実であるかどうかに関わらず主観的な心の様態を述べる時に使われるため
　　　　願望や感情、判断、可能性について述べる際に用いられる叙法である。
不定法：動詞の原形で数や人称を持たず漠然とした不定の叙法的観念を表す。
分詞法：動詞の性質と形容詞の性質を持つ動詞的形態であり、動作や状態を表す。

### 非人称動詞
三人称単数形でのみ表される動詞で、天候や日時、心理的状況を表す語に見られる。
ex.)plòure「雨が降る」、tronar「雷が鳴る」、caler「…しなければならない」

### 代名動詞
代名動詞には二種類あり、本質的代名詞と偶然的代名詞がある。
本質的代名詞は題名動詞の形しか持たないが、一方偶然的代名詞は題名動詞の形と代名詞を伴わない形の二つの形を持つ。
偶然的代名動詞には再帰代名動詞、相互的代名動詞、非再帰的動詞の3つの種類がある。

## 数
1から10は次のようにいう。
- 1 un (男), una (女)
- 2 dos (男), doas (女)
- 3 tres
- 4 quatre
- 5 cinc
- 6 sièis
- 7 sèt
- 8 vuech
- 9 nòu
- 10 dès

## 挨拶表現
- Salut!/Ò!     　　　　　　　こんにちは(どの時間帯でも使用される)
- Bonjorn!　　 　　　　　　　　こんにちは
- Bonser!　  　　　　　　　　　こんばんは
- Bona nuèch! 　　　　　　　　おやすみなさい
- Cossí anatz?　　　　　　　　ごきげんいかがですか？
- Adieu-siatz./Al reveire. さようなら
- Excusatz./Perdonatz.　　　すみません
- Mercés.　　　　　　　　　　　ありがとう

## ファーブル
『昆虫記』を書いたジャン・アンリ・ファーブルはラングドックの生まれで、オック語の保護運動（フェリブリージュ）に参加しており、自身でもラングドック語の詩などを書いている。